# Bletchley circle
Bletchley circle (engelska: The Bletchley Circle, även kallad Kodknäckarna från Bletchley Park i Finland) är en brittisk miniserie i sju delar från 2012 och 2014.

## Handling
Den första säsongen utspelar sig 1952 och följer fyra kvinnor som försöker lösa en serie mord där polisen inte lyckas se mördarens mönster. Under andra världskriget arbetade de tillsammans med kryptoanalys vid Bletchley Park.
I den andra säsongen väntar den före detta medlemmen av teamet på Bletchley Park, Alice Merren, på sin rättegång för det mord hon står anklagad för. Trots alla överväldigande bevis så är Jean övertygad om att Alice är oskyldig och hon sammankallar samtliga ur teamet för att kunna bevisa det. De startar alltså en ny utredning för att tillsammans lösa ytterligare ett omöjligt fall. 

## Rollista i urval
- Anna Maxwell Martin - Susan Gray
- Hattie Morahan - Alice Merron Lancaster
- Faye Marsay - Lizzie Lancaster
- Rachael Stirling - Millie
- Sophie Rundle - Lucy
- Julie Graham - Jean
- Mark Dexter - Timothy, Susans man
- Ed Birch - Harry, Lucys man
- Michael Gould - Deputy Commissioner Wainwright
- Simon Sherlock - DCI Compton
- Simon Williams - Cavendish
- Steven Robertson - Malcolm Crowley